# Lanius senator
El alcaudón común (Lanius senator) es una especie de ave paseriforme perteneciente a la familia de los alcaudones (Laniidae). Cría principalmente en la cuenca mediterránea y sus cuarteles de invernada se encuentran en África, alrededor del Sahel. En murciano se le conoce como cacildrán.

## Descripción

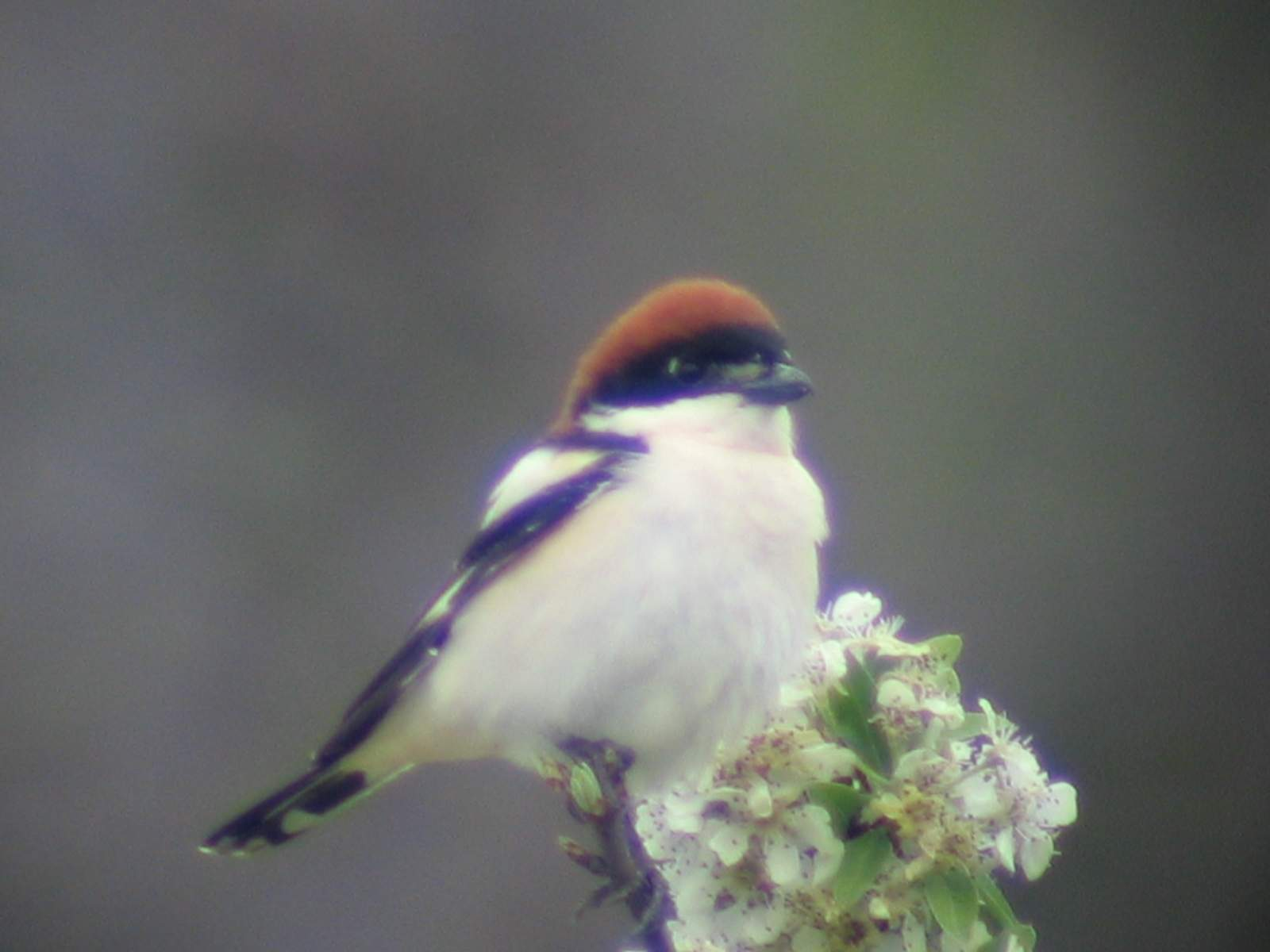
Macho en época de cría.

Se trata de un alcaudón de tamaño medio. Miden algo más de 19 cm, con unos 8 cm de cola, por lo que son algo mayores que los alcaudones dorsirrojos y pesan alrededor de 50 g, lo que supone un 10-20% más que los dorsirrojos.
Aunque los sexos son de tamaño similar presentan un acentuado dimorfismo en cuanto al color del plumaje. Los machos tienen las partes inferiores del cuerpo blancas. Presentan las partes superiores oscuras, el obispillo blanco y las alas negras, con manchas blancas en las escápulas y las plumas coberteras primarias. La cola también es negra con los bordes blancos. Presenta una marcada banda negra a modo de máscara en los ojos y frente. Se distingue del alcaudón dorsirrojo por tener el píleo y la nuca rojizos. Las hembras tienen las partes superiores parduzcas y las inferiores blanquecinas, y presentan manchas a modo de escamas. Tienen la cola y bordes de las alas oscuros, con zonas blanquecinas en la zona de las escápulas. Su fuerte pico es negro y curvado, como sus ojos y sus patas son de color pardo grisáceo
Los inmaduros son similares a las hembras y pueden confundirse con los de los alcaudones, aunque presentan los hombros más pálidos, y los núbicos que tienen la frente blanquecina.

### Canto
El canto del alcaudón común es una secuencia continua de trinos y silbidos, muy similar al del alcaudón dorsirrojo pero ligeramente más fuerte. A menudo se inicia por un graznido entrecortado, al que siguen sonidos más melodiosos. Los alcaudones imitan los cantos de otras aves, por lo que el patrón de canto de cada alcaudón puede ser muy diferente. Las especie imitadas con más frecuencia son el bisbita campestre, la curruca mirlona y el triguero. A menudo ambos sexos cantan a dúo, el macho en una percha expuesta y la hembra a cubierto. En general la presencia acústica de la especie no es particularmente notoria, sobre todo en las áreas de reproducción ya que las parejas de alcaudones presentes permanecen muy discretas.

## Taxonomía
El alcaudón común es una de las 26 especies del género Lanius, que se encuentran extendidas por todo el mundo con la excepción de Australia y Sudamérica. Varios autores lo consideraban estrechamente emparentado con las especies de alcaudones de ojos negros africanos. Sin embargo tras estudios de ADN mitocondrial y ADN nuclear de las 6 especie de alcaudones paleárticas y dos más, se ha descubierto que la especie más próxima al alcaudón común es el alcaudón chico. Se conocen hibridaciones entre al alcaudón común y el alcaudón dorsirrojo, en la mayoría de los casos son las hembras de alcaudón común las que participan en la hibridación.
Actualmente se reconocen entre 3 y 4 subespecies de alcaudón común que se diferencian principalmente por el patrón de las manchas blancas en las alas y la cola, la longitud de las alas y el tamaño de cuerpo.
- Lanius senator senator: la subespecie nominal que ocupa la zona oriental del área de distribución hasta Turquía occidental. Es la descrita anteriormente.
- L. s. rutilans: se encuentra en el sur de España y el norte de África. Difiere de la nominal en el plumaje no en la longitud del ala. Algunos autores la consideran solo una variedad de L. s. senator. Muchos de los individuos de esta subespecie son sedentarios y no realizan migración.
- L. s. badius: ocupa las islas Baleares, Córcega, Cerdeña y Capraia, difiere claramente del aspecto de la nominal. Presenta algo de blanco en el borde de la cola, la franja negra de la frente es muy estrecha, y la banda blanca en las alas se encuentra a menudo oscurecida.
- L. s. niloticus: es la subespecie más grande y ocupa el área oriental de la distribución, desde Palestina a Turkmenistán. La mitad superior de su cola es blanca y los bordes blancos están más marcados. La franja blanca de las alas es más amplia y a menudo presentan inclusiones blancas en la zona de la frente. El piléo y nuca son de color castaño en lugar de rojizo.

## Distribución
El alcaudón común anida en el sudoeste de la región Paleártica, alrededor del Mediterráneo, en especial en la península ibérica donde se concentra el 85% de la población europea. El área principal se extiende de los países occidentales del Magreb, el sur de Portugal y la mayor parte de España, el sur y centro de Francia hasta Italia. Aparece en las islas principales del Mediterráneo occidental, y parte de las islas del litoral. Más al este está presente principalmente en las zonas costeras de península de los Balcanes, la mayoría de las islas del Jónico y el Egeo, así como en Turquía. Cría también en el sur de Bulgaria y la costa rumana del mar Negro y el norte de Siria. Una población no despreciable de especie se reproduce en los estados del Cáucaso, especialmente a lo largo de la costa occidental del mar Caspio. El límite oriental del rango no se sabe con exactitud, hay poblaciones de cría aisladas en el sureste de Turkmenistán. Las poblaciones numéricamente relevantes que se encuentran más al este están en los montes Zagros y Kuhrud.
Los cuarteles de invierno de la especie se extienden por los cinturones de sabana seca al sur del Sahara. Algunas aves desde las poblaciones de cría orientales pasan el invierno en el suroeste de la península arábiga, sobre todo el Yemen.

### Migración
Excepto los alcaudones comunes que viven en el norte de África Occidental todas las demás poblaciones están obligadas a realizar migraciones de larga distancia. El área de invernada de las distintas subespecies están claramente separadas unas de otras. La subespecie nominal L. s. senator se propaga por la parte occidental de las zonas de invernada llegando hacia el este posiblemente hasta el alto Nilo. El área de invernada de L. s. badius es relativamente más pequeña en el Golfo de Guinea, sobre todo en el sur de Nigeria, mientras que L. s. niloticus se extiende por el este del Nilo, en Somalia, Eritrea y el norte de Etiopía y Yemen.
Los primeros alcaudones comunes dejan las áreas de cría a finales de julio aunque el grueso de la población se traslada en agosto, a mediados de septiembre las áreas de cría están prácticamente vacías. Las aves migran durante la noche principalmente en dirección suroeste. Sobrevuelan el Mediterráneo y el Sahara, y algunas aves se quedan a pasar el invierno en los oasis saharianos. Los primeros llegan a los cuarteles invernales a mediados de septiembre, y el grueso migratorio llega en octubre. La migración de primavera empieza en febrero aunque el grueso parte hacia el área de cría en marzo. Algunos llegan a mediados de abril a las áreas de cría aunque la mayoría lo hace en mayo. Solo algunos L. s. niloticus aparecen ya en sus zonas de cría en marzo.

## Hábitat

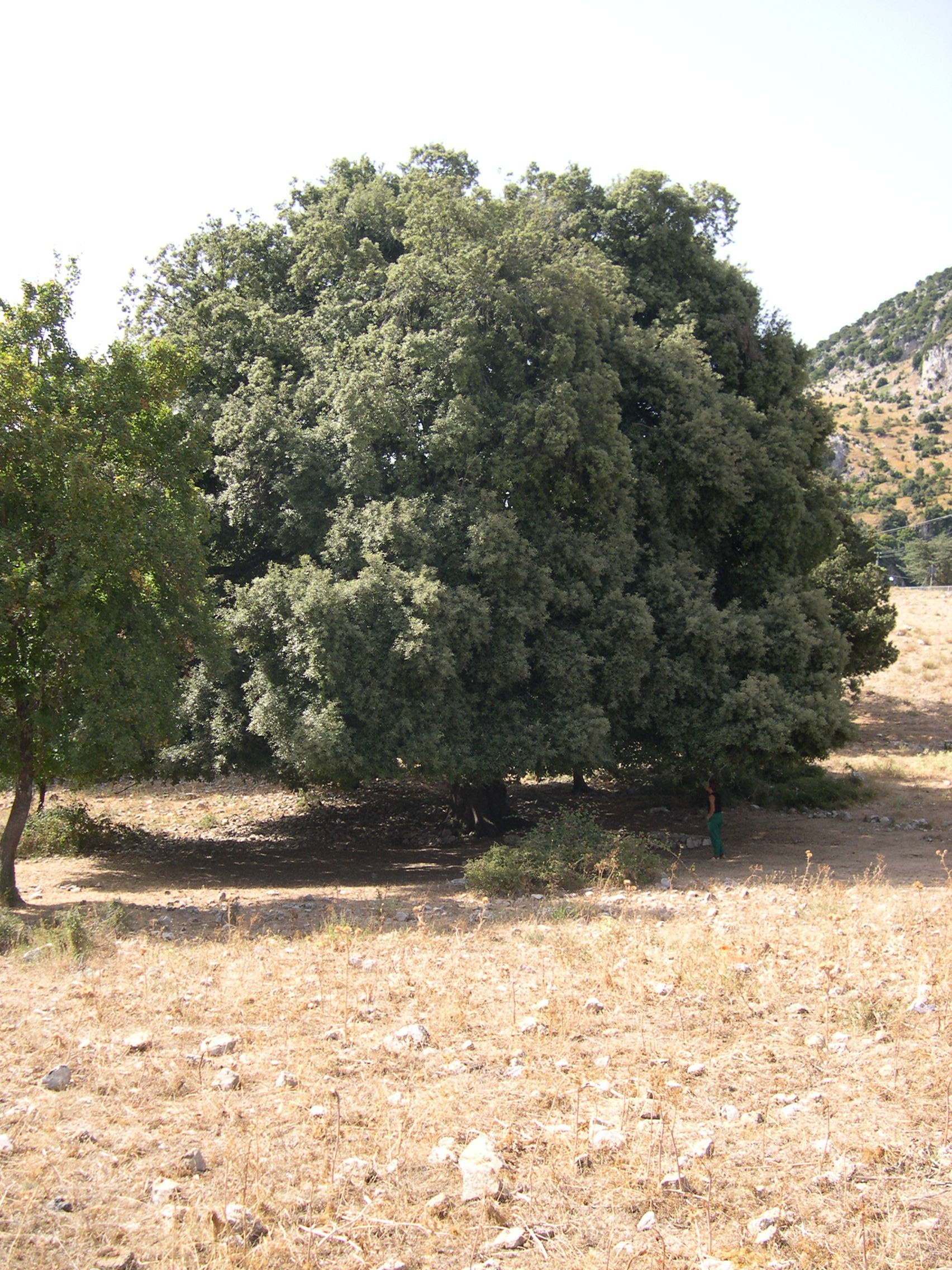
Los bosques mediterráneos abiertos son el hábitat óptimo del alcaudón común.

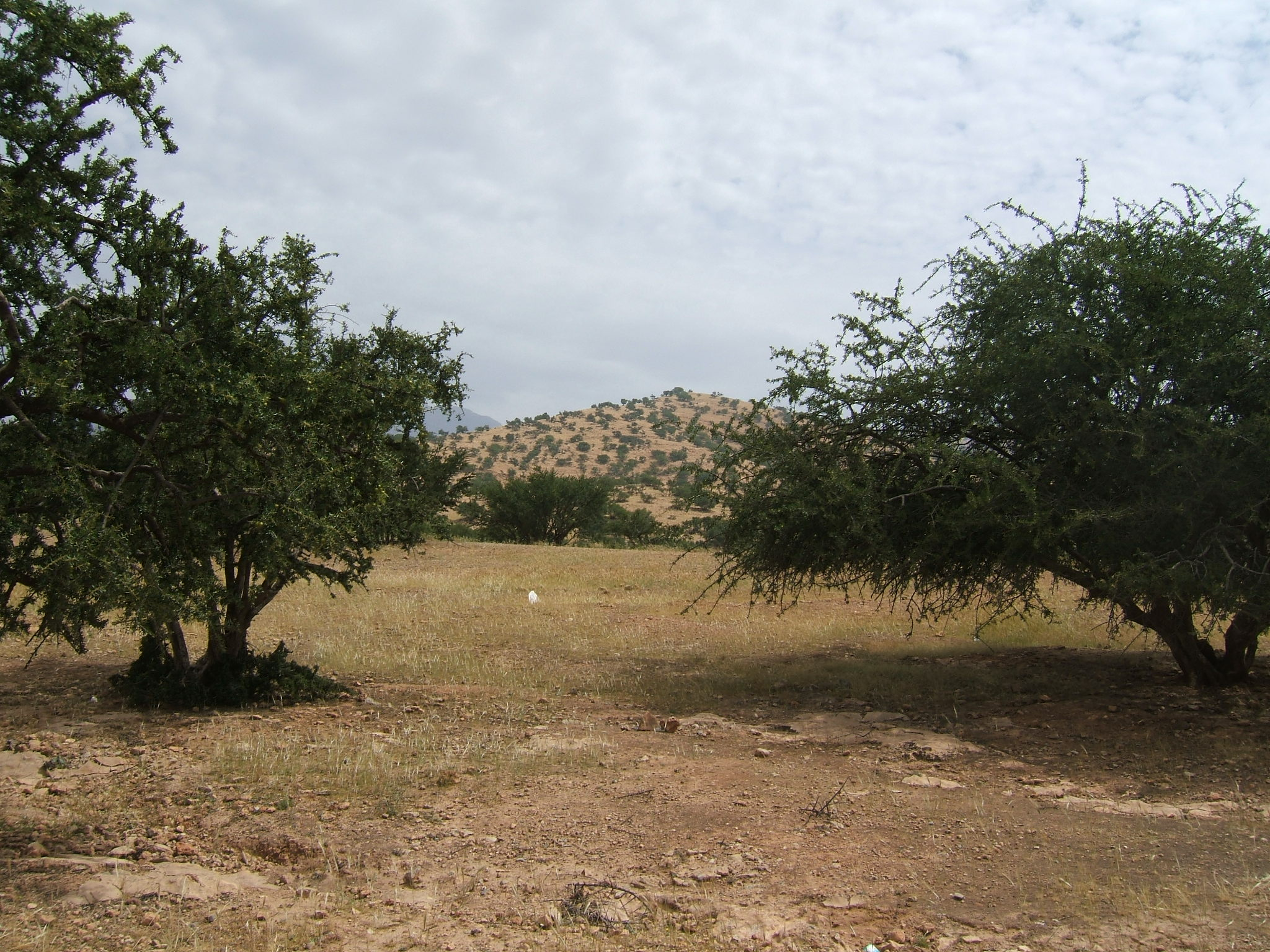
Terreno de arganes, hábitat típico del norte de Marruecos.

El hábitat óptimo de la especie es los pastizales calcáreos del Mediterráneo con arbustos diseminados o árboles aislados, que ofrecen una amplia variedad de escarabajos, saltamontes y cigarras como alimento. Habitan con frecuencia en las maquias abiertas, los montes bajos con espinos, los encinares abiertos y los márgenes de bosques de pino piñonero y los sabinares. El alcaudón también aparece en medios humanizados como las dehesas donde se pastorea, los olivares y viñedos, además en Marruecos ocupa a menudo los semidesiertos con arganes. En el monte Hermón donde coincide con los alcaudones real sureño, dorsirrojo y núbico, el alcaudón común ocupa habitas muy similares al dorsirrojo, prefiriendo las áreas más secas y abiertas. Al este de su área de distribución los hábitas también son muy secos, ocupa semidesiertos cuya únicamente cubiertos por escasos arbustos de alfónsigo, granados y espinos santos.
En sus cuarteles invernales el alcaudón común ocupa arboledas abiertas y sabanas con arbustos espinosos, también aparecen en las tierras de cultivo y las selvas con amplios claros.
Sus áreas de cría se sitúan principalmente en planicies y pequeñas colinas. En Suiza la mayor altitud a la que se encuentran sus nidos es de 1200 metros, en el cantón del Valais En las zonas donde coinciden el alcaudón común y el dorsirrojo, el alcaudón dorsirrojo suele ocupar las zonas más altas o las que tienen la vegetación más alta o más densa.
La densidad de población y el espacio que necesita el alcaudón común son difíciles de determinar la medida porque como otros alcaudones suele concentrarse en grupos. Dentro del grupo sin embargo se reclamarán territorios propios, que contendrán el nido, una percha de avistamiento y una zona abierta para la caza. Entre los distintos grupos puede haber tanto zonas que se solapen y como espacio no utilizado. En condiciones favorables los territorios son muy pequeños, con menos de 3  hectáreas.

## Alimentación

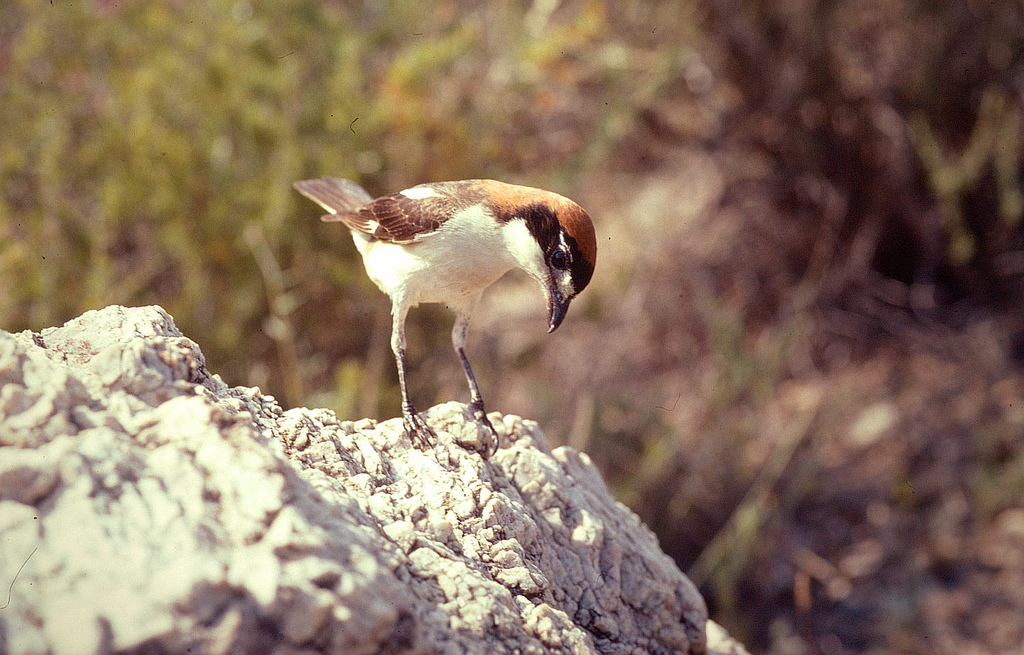
Macho cazando desde una roca.

El alcaudón común, a diferencia de los demás alcaudones, se alimenta casi exclusivamente de insectos. Solo consume otros invertebrados o vertebrados de forma esporádica y en cantidades insignificantes. Su dieta se compone principalmente de grandes escarabajos, saltamontes, cigarras y grillos. Entre los escarabajos que captura se encuentran algunos que segregan sustancias irritantes para protegerse que otros depredadores rechazan. También comen con frecuencia hormigas, mariposas y sus orugas, chinches e himenópteros. Cuando escasean los insectos los alcaudones comunes pueden comer también caracoles, lombrices, ciempiés y arañas. Los vertebrados como ratones, aves pequeñas y lagartijas también se encuentran entre sus presas potenciales, aunque solo intenta atraparlos en oportunidades particularmente favorables o en épocas de escasez de sus presas principales. Excepcionalmente el alcaudón común ingiere alimentos de origen vegetal, como las moras y frutos de varias especies de Prunus. De vez en cuando se ha observado que practican el cleptoparasitismo.
El alcaudón común caza principalmente al rececho. Se sitúa en un posadero, generalmente ramas a poca altura, postes o alambradas y espera largo rato a que aparezcan sus presas en el suelo para abalanzarse en picado sobre ellas. Casi dos tercios de las capturas se realizan por este método. También puede seguir por el suelo a las hormigas y otros insectos que aparezcan en grandes cantidades o atrapar insectos al vuelo. Se traga inmediatamente las presas de pequeño tamaño, quitando el aguijón antes a las abejas y avispas. Las presas más grandes las despedaza con ayuda de las patas para poder ingerirlas. Los alcaudones almacenan comida, en especial las presas grandes, ensartándolas en las ramas  interiores de los espinos.

## Comportamiento

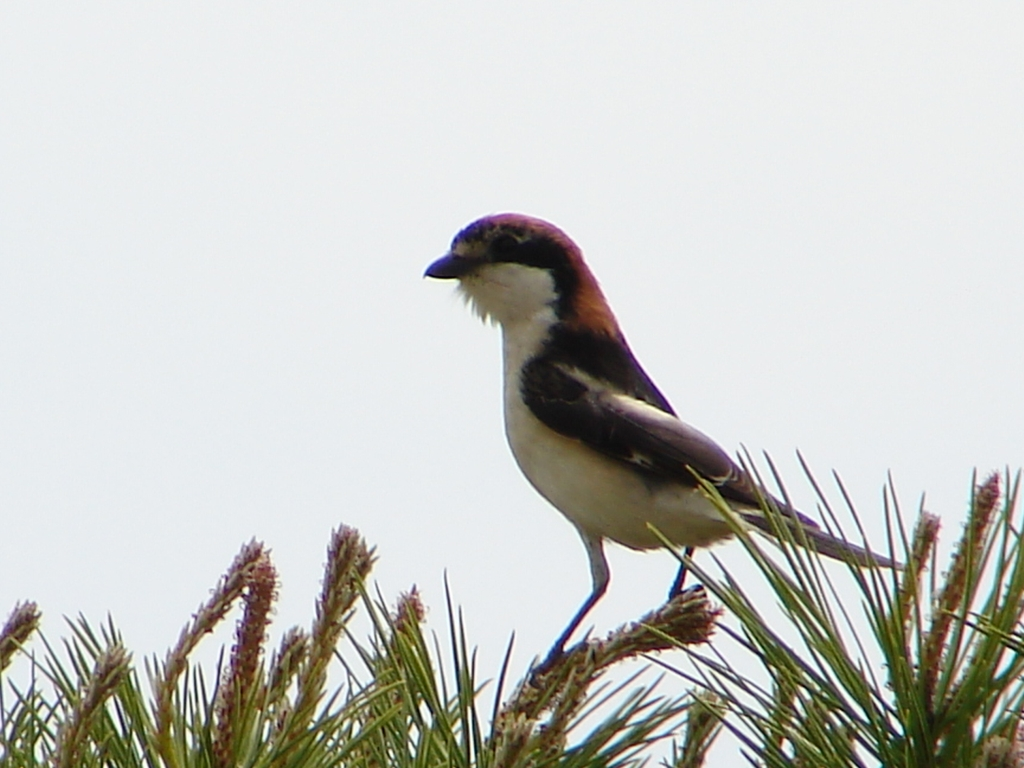
Ejemplar sobre un pino.

Los alcaudones comunes son diurnos. Su período de actividad comienza justo antes del amanecer y termina con la puesta del sol. Aunque sus desplazamientos migratorios se realizan durante la noche. 
Durante el periodo anterior al anidamiento se sitúan la mayor parte del tiempo en las perchas expuestas de su territorio, a menudo cantando. Fuera de este periodo son acústicamente menos conspicuos y permanecen ocultos entre la vegetación más tiempo que otros alcaudones. Los alcaudones comunes son territoriales durante todo el año, incluso en las zonas de descanso de las migraciones. No toleran en su territorio a otros congéneres a excepción de su pareja, a los que atacarán si no se alejan en respuesta a sus posturas y llamadas de amenaza. También intentan ahuyentar a otras aves que tengan un espectro alimenticio similar, como las  collalbas y las demás especies de alcaudones, aunque tolera a otras especies, en especial a la curruca mirlona. Con frecuencia ambas especies construyen sus nidos en las proximidades de la otra, por lo que se cree que el alcaudón tiene una relación de mutualismo con la curruca mirlona, al igual que ocurre con el alcaudón isabel y la curruca gavilana. El alcaudón podría beneficiarse de las llamadas de aviso que realiza la curruca ante la aparición de los enemigos comunes y la curruca de la defensa del territorio que realiza el alcaudón.
En relación con las personas el alcaudón común se muestra prudente y no permite que se acerquen a menos de 20 m sin alzar el vuelo.

## Reproducción

### Cortejo y construcción del nido
Los alcaudones comunes alcanzan la madurez sexual al año de vida y a partir de entonces se emparejarán monogamente con una pareja distinta cada temporada. Ocasionalmente repiten la pareja del año anterior. La mayoría de los alcaudones llegan ya emparejados a la zona de anidamiento y comienzan a construir el nido de inmediato. Sin embargo algunos machos llegan a la zona de cría antes que las hembras. Sus cortejos no presentan elementos muy destacables, realizan vuelos bajos y lentos y los machos exhiben sus plumajes en lo alto de atalayas. La pareja quedará sellada en cuanto la hembra acepte alguna presa del macho y lo siga al interior de los matorrales.
Seleccionarán la localización del nido entre los árboles y arbustos más abundantes en la zona. Sus preferencias al respecto no están claras. En España y el sur Francia anidan principalmente entre arbustos de enebros rojos y sabinas, y árboles como encinas y robles pubescentes. En oriente anida principalmente entre los alfónsigos y cuando aparece en centro Europa prefiere árboles frutales como el peral debido a su follaje temprano. Ambos miembros de la pareja construyen el nido, a cubierto por las ramas laterales. El nido se emplaza a una media de tres metros de altura, aunque a veces está casi a ras del suelo y otras está a 15 o 20 metros de altura.

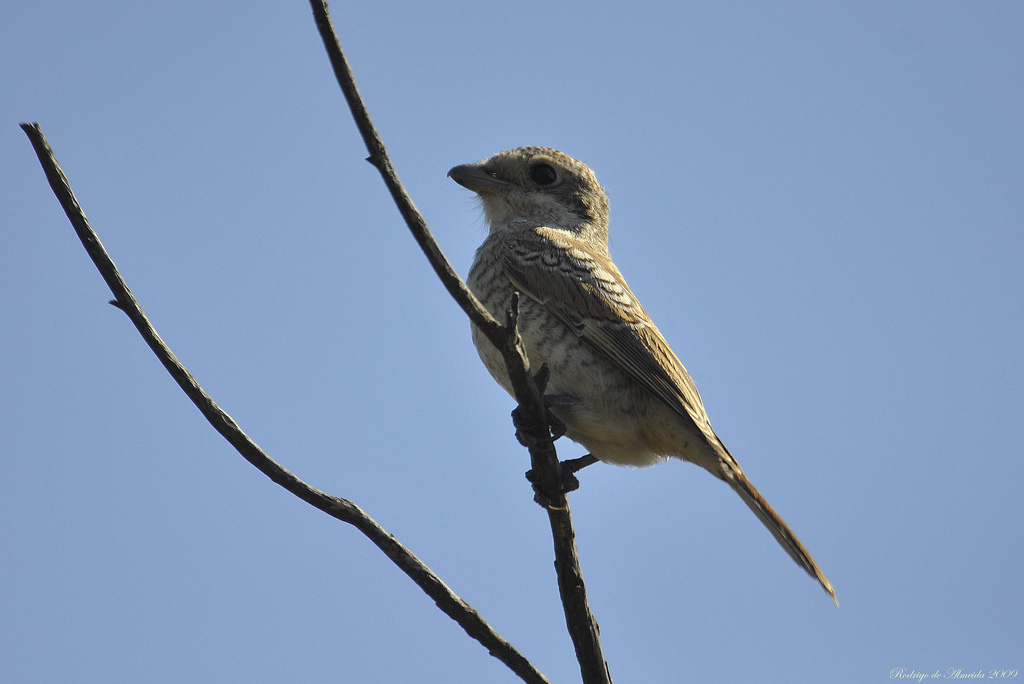
Ejemplar juvenil en una rama.

El nido es compacto y tiene forma de cuenco semiesférico. El alcaudón común utiliza hierba entrelazadas para su construcción, no ramitas. Recubre el interior con materiales suaves como mechones de lana, plumas o la pelusa de las inflorescencias. El diámetro exterior del nido es de 110 a 140 mm y el de la cavidad es de 70 a 80 mm.

### Puesta e incubación

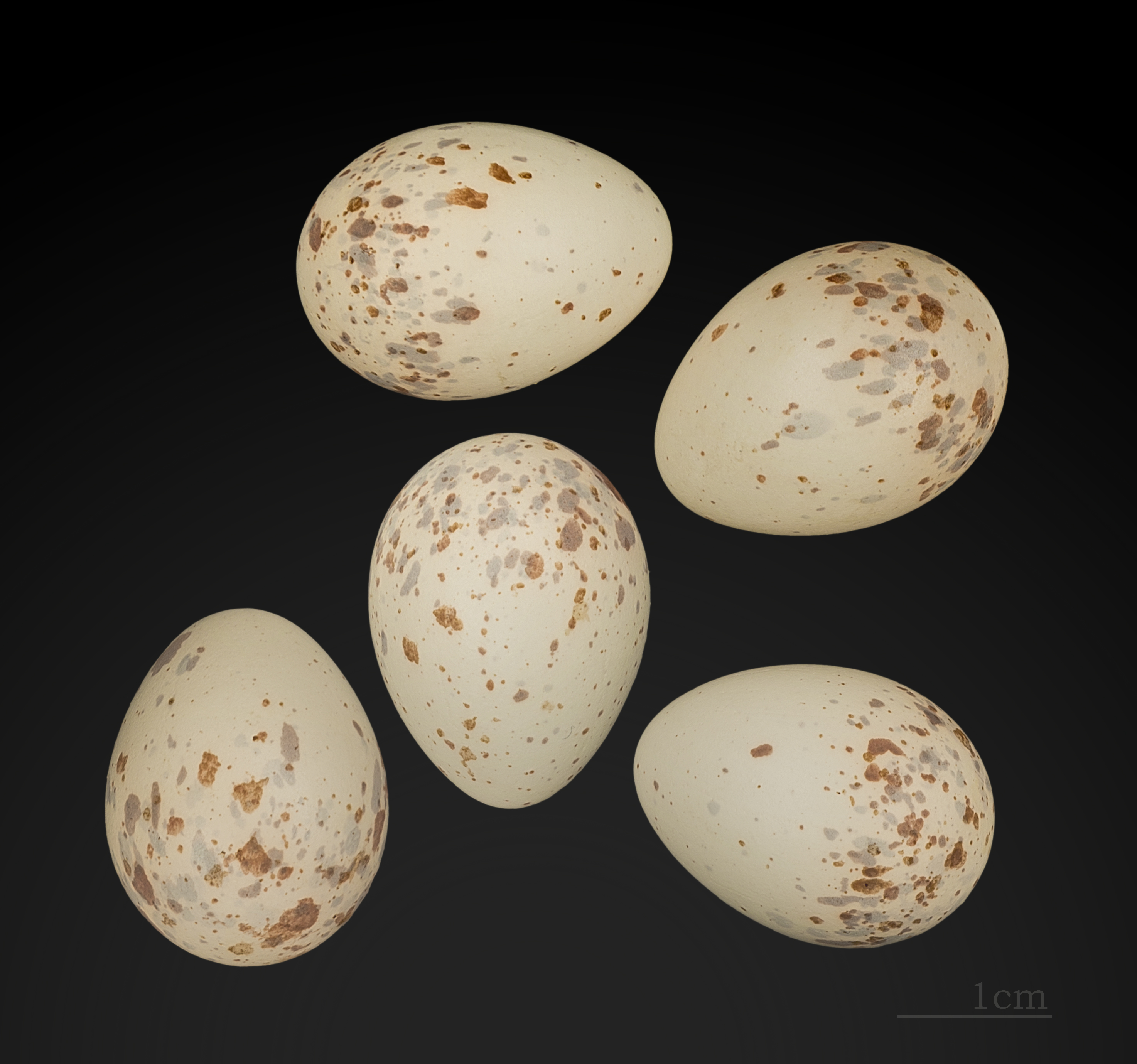
Huevos de Lanius senator

La puesta media consta de 5-6 huevos (3-9, como mínimo y máximo). Los huevos tienen forma y color variable. La mayoría son de color crema, aunque a menudo son verdosos o rosados, y presentan motas oscuras en los extremos en diversas densidades. Regularmente producen segundas puestas, principalmente en las poblaciones del norte de África y el oriente próximo. Los huevos miden 23×17 mm de media. La nidada es incubada únicamente por la hembra. Los huevos eclosionan a la vez a los 18 días de la puesta del primer huevo. Durante el periodo de incubación la hembra deja el nido cada 45 minutos para alimentarse, y también es alimentada regularmente por el macho. Los pollos nacen desnudos. Pueden ponerse en pie a los 9 días de la eclosión, cuando ya están bastante emplumados. Al principio son alimentados solo por el macho, aunque después también se incorpora la madre a esta tarea. Los pollos abandonan el nido generalmente a los 15 días, aunque siguen siendo alimentados por sus padres al menos durante tres semanas más, mientras aprenden a cazar por sí solos. El grupo familiar permanece junto el resto de la estación y a veces incluso emprenden juntos la migración.

### Tasa de reproducción y esperanza de vida
Un estudio realizado en Baden-Wurtemberg revela que tienen una tasa de eclosión del 69%, de los cuales el 54% llegaron a los 9 días de vida para poder emplumar, y finalmente consiguieron volar el 44%. Lo que supone que las parejas consiguen una media de hijos de 2,7. Isenmann y Fradet calculan una tasa incluso menor del 36,5% de los pollos que consiguen abandonar el nido. El éxito reproductivo varía cada año, y depende mucho del tiempo que haga durante la temporada de cría. Si es muy lluvioso y frío muchos alcaudones abandonan la nidada e inician la migración anticipadamente.
En cuanto a la esperanza de vida hay pocos datos. Como ocurre en casi todas las aves la tasa de mortalidad es más alta el primer año. Las aves más viejas que se han recuperado en los anillamientos rondaban los 6 años de vida.